# Comté de Wakool
Le comté de Wakool (en anglais : Wakool Shire) est une ancienne zone d'administration locale située dans la Riverina au sud-ouest de la Nouvelle-Galles du Sud en Australie.
Il s'étendait sur 7 520 km2 entre le fleuve Murray au sud et la rivière Murrumbidgee au nord. Il comprenait les localités de Barham, Koraleigh, Moulamein, Tooleybuc et Wakool.
Le 12 mai 2016, il fusionne avec le comté voisin de Murray pour former le conseil du Murray.